# Zaklęta Jama
Zaklęta Jama – jaskinia w Dolinie Będkowskiej na Wyżynie Krakowsko-Częstochowskiej. Znajduje się w obrębie wsi Bębło w województwie małopolskim, w powiecie krakowskim, w gminie Wielka Wieś.

## Opis obiektu
Zaklęta Jama znajduje się w orograficznie lewych zboczach Doliny Będkowskiej, w niewielkiej skałce poniżej Zaklętego Bastionu i skały Jebel. Otwór jaskini znajduje się u podnóża tej skałki, od strony dna doliny. Niski otwór prowadzi do niskiej salki. W kierunku północnym od salki ku powierzchni biegnie korytarzyk, natomiast na jej przedłużeniu ciągnie się niedostępna dla człowieka szczelina. Na spągu wapienny gruz, gleba i liście. Nacieki w postaci nacieków grzybkowych i polew, a pod stropem niewielkie ilości kalcytu.
Jaskinia powstała w późnojurajskich wapieniach skalistych. Widna jest tylko jej pierwsza część. W pobliżu otworu rozwijają się glony, porosty i mchy, ze zwierząt obserwowano muchówki, pająki, ślimaki i motyl szczerbówka ksieni. Okresowo zamieszkiwana jest przez lisy i borsuki.
Jaskinię Jamę opisał Jakub Nowak w 2012 roku. Znajduje się ona w grupie skał, która przez wspinaczy skalnych nazywana jest Grupą Wielkiej Turni. W skałach tej grupy znajdują się jeszcze inne jaskinie i schroniska: Jaskinia Główna w Wielkiej Skale, Komin w Wielkiej Skale, Szczelina w Wielkiej Skale, Tunel Niski w Wielkiej Skale, Tunel Pośredni w Wielkiej Skale, Tunel Wysoki w Wielkiej Skale, Tunelik obok Szczeliny w Wielkiej Skale, Zaklęta Szczelina, Zaklęty Komin, Zaklęty Balkon, Zaklęty Korytarzyk.

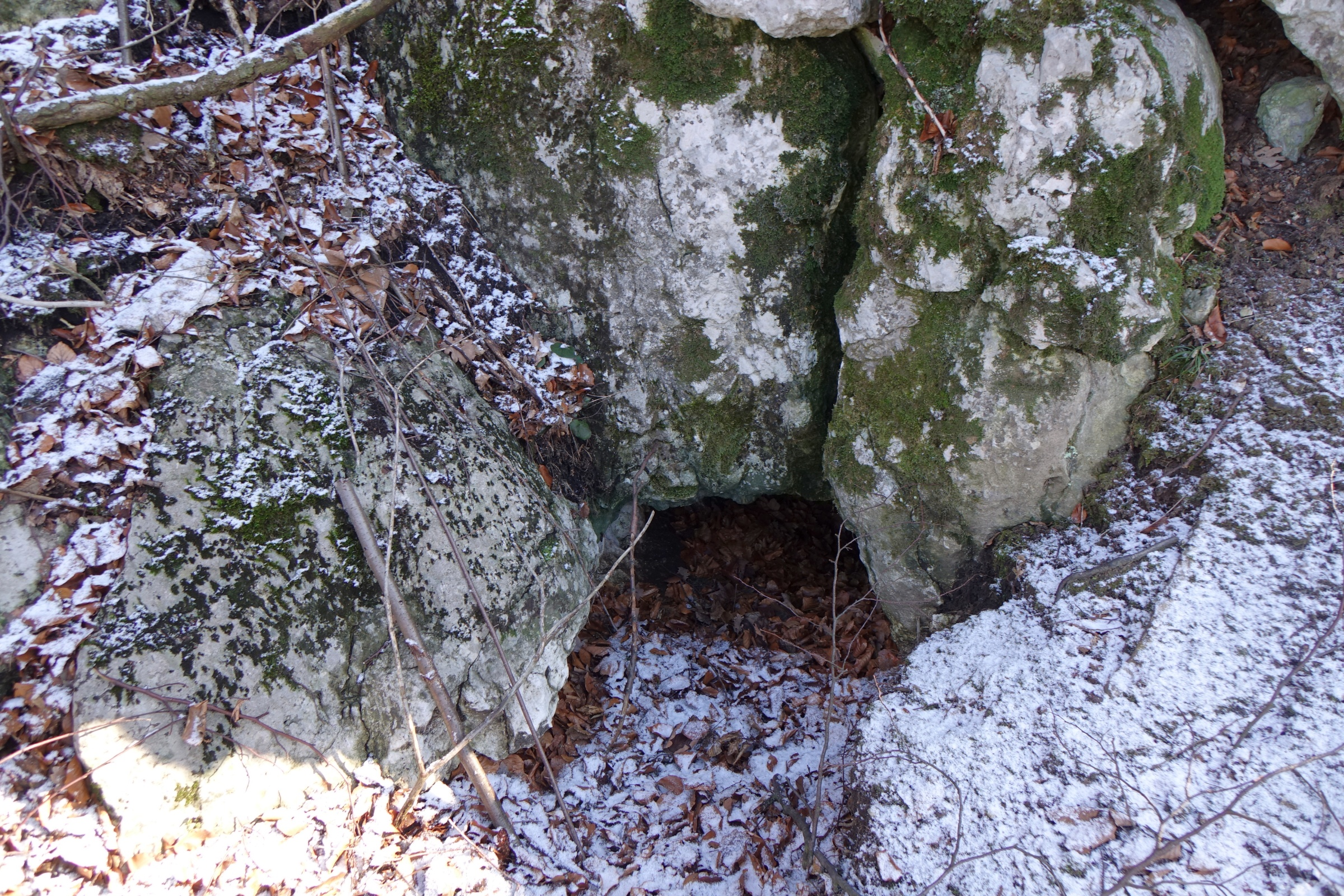
Otwór jaskini